# Akodon iniscatus
Espèce
Synonymes
- Akodon nucus Thomas, 1926[3]

Statut de conservation UICN

 LC  : Préoccupation mineure
Akodon iniscatus est une espèce de rongeurs de la famille des Cricetidae.

## Répartition et habitat
Cette espèce est présente en Argentine et au Chili.

## Liste des sous-espèces
Selon NCBI (22 avril 2021) :
- sous-espèce Akodon iniscatus nucus